# Soultzbach-les-Bains
Soultzbach-les-Bains (deutsch Bad Sulzbach, elsässisch Sulzbe) ist eine französische Gemeinde mit 727 Einwohnern (Stand 1. Januar 2022) im Département Haut-Rhin in der Region Grand Est (bis 2015 Elsass). Sie ist Mitglied des Gemeindeverbandes Communauté de communes de la Vallée de Munster. Das Gemeindegebiet gehört zum Regionalen Naturpark Ballons des Vosges.

## Geographie
Der kleine Kurort liegt an der Elsässer Weinstraße, und zwar an der Departementsstraße N 417 5 km westlich von Munster und 15 km westsüdwestlich von Colmar. Es wird von den beiden Bächen Krebsbach und Runsbach durchflossen.
Soultzbach-les-Bains hat gemeinsam mit Wihr-au-Val einen Haltepunkt an der Bahnstrecke Colmar–Metzeral.

## Geschichte
Erstmals erwähnt wurde Soultzbach im Jahr 1211 unter dem Namen „Soulcebach“. Der Name leitet sich von der dortigen Salzgewinnung ab. Der Ort des Heiligen Römischen Reichs wurde 1766 von Frankreich annektiert.
Von 1871 bis zum Ende des Ersten Weltkrieges gehörte Sulzbach als Teil des Reichslandes Elsaß-Lothringen zum Deutschen Reich und war dem Kreis Colmar im Bezirk Oberelsaß zugeordnet.

## Bevölkerungsentwicklung
| Jahr                                            | 1910 | 1962 | 1968 | 1975 | 1982 | 1990 | 1999 | 2007 | 2017 |
| ----------------------------------------------- | ---- | ---- | ---- | ---- | ---- | ---- | ---- | ---- | ---- |
| Einwohner                                       | 646  | 505  | 554  | 576  | 573  | 588  | 602  | 650  | 735  |
| Quellen: Gemeindeverzeichnis, Cassini und INSEE |      |      |      |      |      |      |      |      |      |

## Sehenswürdigkeiten
- Kirche Sankt-Johannes der Täufer, erbaut im 15. Jahrhundert.
- Kapelle Sankt Katherina, erbaut im 15. Jahrhundert und im 18. Jahrhundert restauriert.
- Ein Brunnen aus dem Jahr 1601.
- Das Schloss Hattstatt-Schauenbourg aus dem 13. Jahrhundert. 1603 wurde die Burg vom Haus Hattstatt an die Adelsfamilie Schauenburg übergeben. Diese baute das Anwesen in ein Hotel für Kurgäste um: die heilenden Kräfte der Quellen vor Ort hatten sich inzwischen herumgesprochen.

## Regelmäßige Veranstaltungen
- Jeweils am letzten Samstag des Monats Juni wird im Ort die Johannisnacht mit einem eindrücklichen Feuer gefeiert.

## Persönlichkeiten
- Cyrille Vogel (1919–1982), Liturgiewissenschaftler, geboren in Soultzbach-les-Bains